# Българско управление в Косово и албанските земи (1915 – 1918)
Българското управление в Косово и част от албанските земи по време на Първата световна война продължава в периода от 10 декември 1915 г., когато българската армия пресича река Дрин в преследване остатъците от разбитата в Косово сръбска армия, до излизането на Царство България от световната война.

## Предистория
По време на Първата световна война териториите на съвременна Албания са под властта на различни държави от двете воюващи коалиции. Царство България използва армията си, за да заеме Косово и част от източните части на територията на съвременна Албания, а Австро-Унгария заема северните и западните части на съвременна Албания. След включването на България в Първата световна война на страната на Централните сили през есента на 1915 г., много етнически албанци се присъединяват доброволно на страната на България срещу Сърбия.

## Настъпление на българската армия
На 10 декември 1915 г. Българската армия, след като пресича река Дрин, атакува позициите на отстъпващата сръбската армия и още същия ден навлиза през района на Дебър в долината на река Мати, заплашвайки да превземе Шкодра и Лежа, т.е. пристанищата от които отстъпващата и разгромена сръбска армия е превозена от флотата на Антантата на остров Корфу.
Част от двадесет и трети пехотен шипченски полк на Българската армия, под командването на капитан Серафимов, заема Елбасан на 29 януари 1916 г.

## Сблъсък между България и Австро-Унгария
Тези събития изострят отношенията между Царство България и Австро-Унгария, понеже последната държи на всяка цена да установи влиянието си и задържи властта си над Албания. България от своя страна допуска завръщането на Ахмед Зогу и съдейства за установяването на негова администрация в Елбасан, като го поддържа в опитите му да възстанови повсеместно администрацията на абдикиралия Вилхелм фон Вид. Тези военноисторически събития принуждават сръбското протеже Есад паша Топтани да напусне самопрогласилата се Република Централна Албания на 24 февруари 1916 г., след като отново обявява война на Австро-Унгария.
Тъй като тайната спогодба за включването на България в ПСВ на страната на Централните сили не регламентира единствено въпроса за западните предели на Царството, се налага това да се доуточнява по силата на допълнително споразумение между австро-унгарското и българското армейско ръководство от 1 април 1916 г.
През април 1916 г. армията на Австро-Унгария поема контрола на Елбасан от Българската армия по силата на взаимно споразумение, като последната след това се отправя към Берат. България иска посредством албанските лидери да избере княз Кирил Преславски за държавен глава на овакантения албански трон, създаден само преди няколко години по всеобщо решение на великите сили. На 18 август 1916 г. Българската армия в комбинирана с австро-унгарските сили атака срещу италианската армия, заема Корча – изтласквайки гръцкия гарнизон от тази територия (по-скоро гръцкия гарнизон се предава). Местни албански части, съдействащи на българското настъпление на Солунски фронт опожаряват Москополе, а Българската армия съвместно с австро-унгарски части завзема Поградец.
На 25 октомври 1916 г. съвместно итало-френско контранастъпление си връща владението на Корча. На 9 септември 1917 г. френските войски завоюват и Поградец.